# Idahoa
Idahoa é um género botânico pertencente à família Brassicaceae.